# 발라바라이얀 반디야데반
발라바라이얀 반디야데반(타밀어: வல்லவரையன் வந்தியத்தேவன்)은 촐라군의 사령관이었다. 그는 촐라 황제 라자라자 1세와 라젠드라 1세의 유명한 토후 중 한 명이자 북아르콧의 사만다 토후이자 라자라자의 누나인 쿤타바이 피라티야르의 남편이기도 하다. 그는 또한 라자라자 1세와 라젠드라 1세의 스리랑카 전선군의 세나이타파티였다. 그의 권위하에 있는 영토는 발라바라이얀나두(Vallavaraiyanadu)로 알려졌다. 그는 브라흐마데삼을 다스렸다. 반디야데반은 칼키 크리슈나무르티가 저술한 소설 등을 비롯한 수많은 소설의 주제로 다뤄졌다.

## 태생
그의 기원과 씨족은 큰 논쟁거리이다. 칼키 크리슈나무르티는 그가 반나르 쿨람(바나 왕국 / 마가다이 만달람) 출신일 것으로 믿었고 그가 저술한 소설에서도 그렇게 묘사했다.

## 사료
그는 브리하디스와라 사원 비문에서 쿤다바이 나치야르의 남편으로 언급된다.

## 대중매체
발라바라이얀은 소설 폰니인 셀반의 핵심 인물 중 하나이다. 작가 칼키 크리슈나무르티는 그를 용감하고 모험심이 많으며 냉소적인 전사/왕자로 묘사하고 있으며, 그는 나중에 웃타마의 치세에 남부 부대의 사령관이 된다. 그는 소설의 두 번째 주인공이지만 반디야데반의 활약은 독자로 하여금 소설의 여러 지점에서 그를 주요 영웅으로 생각하게 만든다. 그는 칸치에 있는 아디티야 카리칼란의 경호원이자 절친이었다. 그는 그를 탄자부르에 있는 파란타카 2세에게 전령으로 보내어 그를 칸치에 새로 지어진 황금 궁전으로 초대하고 피라티야르에 있는 쿤다바이의 든든한 경비원으로 자원했다. 그의 계획되지 않은 성급한 행동은 자신과 다른 사람들을 위험에 빠뜨리지만 속임수와 운으로 빠져 나온다. 그는 쿤다바이 공주의 연인이며, 칸다마란의 여동생인 마니메칼라이에게 일방적인 사랑을 받고 있다. 작가는 그를 통해 관객들에게 대부분의 등장인물을 소개한다. 이 책을 읽는 많은 독자들은 주인공 폰니인 셀반보다 그의 성격과 태도에 더 감탄한다.
발라바라이얀이 말을 조종하는 모습을 묘사한 실물 크기의 동상은 발라바라이얀을 기리기 위해 첸나이에 세워졌다.

## 같이 보기
- 쿤다바이 피라티야르
- 폰니인 셀반

## 추가 자료
1. Ponniyin Selvan - Complete Novel in Tamil Wikisource (Unicode)
2. Rajakesari, a new novel written by Gokul Seshadri, happens during the later part of Rajaraja Chola's life. It is a historic thriller that can be read in full from Varalaaru monthly e-magazine's website.To read the novel, Click here
3. Cherar Kottai (Part-II of Rajakesari), another novel also by Gokul Seshadri happens during the early part of Rajaraja Chola's life. It fully explains the circumstances under which Rajaraja makes his first and memorable victory over Kanthaloor Chalai - a chera martial arts academy. It is a historic fiction that can be read from Varalaaru monthly e-magazine's website.To read the novel, Click here
4. Kalvettu Sonna Kadaigal Series in Varalaaru.com Magazine

- Sadasiva Pandarathar's Pirkala Chozar Varalaaru (Annamalai University Publication)